# Lougratte
Lougratte est une commune du Sud-Ouest de la France, située dans le département de Lot-et-Garonne, en région Nouvelle-Aquitaine).

## Géographie

### Généralités

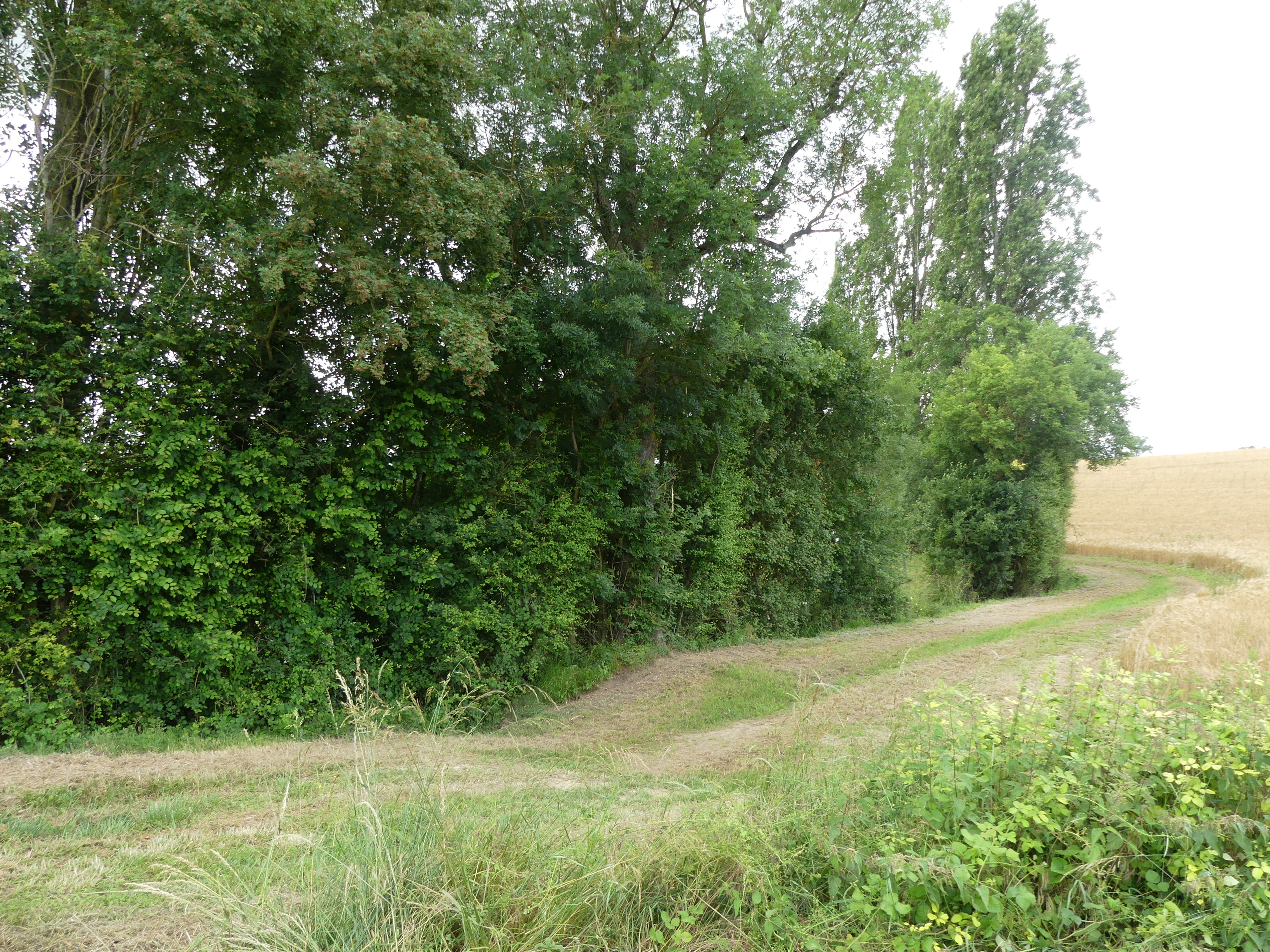
La vallée de la Douyne de Tourette près du lieu-dit Lasplaces.

La commune rurale de Lougratte est située dans le nord du département de Lot-et-Garonne. Elle s'étend sur 20,45 km2.  Le territoire communal s'étage entre 82 mètres au nord du lieu-dit Lamoulinal, là ou Douyne de Tourette quitte la commune et entre sur celle de Castillonnès, et 183 mètres à l'est, en limite de la commune de Montaut.Elle est arrosée par deux ruisseaux affluents du Dropt, la Douyne à l'ouest et la Douyne de Tourette à l'est. Au sud-est, le Cluzelou, affluent de la Lède, sert de limite sur deux kilomètres avec la commune de Saint-Eutrope-de-Born.
Entre Castillonnès et Cancon, le bourg est  traversé par la route nationale 21 est situé, en distances orthodromiques, treize kilomètres au nord-ouest de Monflanquin, nobr|21 kilomètres au nord-nord-ouest du centre-ville de Villeneuve-sur-Lot et quinze kilomètres à autant à l'est de Miramont-de-Guyenne.
La commune est également desservie par les routes départementales (RD) 218 et 241 qui prennent naissance dans le bourg.
Dans le nord, un tronçon commun aux sentiers de grande randonnée GR 636 et GR 654 Est sert en partie de limite territoriale avec la commune de Ferrensac. Le GR 636 se dirige ensuite vers Montaut alors que le GR 654 Est se poursuit sur le territoire de Lougratte vers le sud et Cancon.

### Communes limitrophes
Lougratte est limitrophe de sept autres communes. Son territoire est distant de 75 mètres de celui de Boudy-de-Beauregard au sud-est, de 150 mètres de celui de Bournel au nord-est, et de 600 mètres de celui de Moulinet au sud-ouest.
Les communes limitrophes sont  Cancon, Castillonnès, Ferrensac, Montauriol, Montaut, Saint-Eutrope-de-Born et Saint-Maurice-de-Lestapel.
| Montauriol                | Castillonnès | Ferrensac             |
| Saint-Maurice-de-Lestapel | Lougratte    | Montaut               |
|                           | Cancon       | Saint-Eutrope-de-Born |

### Climat
Pour des articles plus généraux, voir Climat de la Nouvelle-Aquitaine et Climat de Lot-et-Garonne.
Historiquement, la commune est exposée à un climat océanique aquitain.  
En 2020, Météo-France publie une typologie des climats de la France métropolitaine dans laquelle la commune est dans une zone de transition entre le climat océanique et le climat océanique altéré et est dans la région climatique Aquitaine, Gascogne, caractérisée par une pluviométrie abondante au printemps, modérée en automne, un faible ensoleillement au printemps, un été chaud (19,5 °C), des vents faibles, des brouillards fréquents en automne et en hiver et des orages fréquents en été (15 à 20 jours).
Pour la période 1971-2000, la température annuelle moyenne est de 12,8 °C, avec une amplitude thermique annuelle de 14,9 °C. Le cumul annuel moyen de précipitations est de 844 mm, avec 11,4 jours de précipitations en janvier et 7,1 jours en juillet. Pour la période 1991-2020, la température moyenne annuelle observée sur la station météorologique la plus proche, située sur la commune de Cancon à 5 km à vol d'oiseau, est de 13,4 °C et le cumul annuel moyen de précipitations est de 852,4 mm,. Pour l'avenir, les paramètres climatiques de la commune estimés pour 2050 selon différents scénarios d'émission de gaz à effet de serre sont consultables sur un site dédié publié par Météo-France en novembre 2022.

### Milieux naturels et biodiversité

#### Espaces protégés
La protection réglementaire est le mode d’intervention le plus fort pour préserver des espaces naturels remarquables et leur biodiversité associée.
D'après l'Inventaire national du patrimoine naturel (INPN), une aire protégée concerne le territoire communal.
Il s'agit d'une zone naturelle d'intérêt écologique, faunistique et floristique (ZNIEFF) de type 1 partagée avec deux autres communes (Castillonnès et Ferrensac) : le « pech de Pompiac »,. C'est un coteau calcaire où cinq espèces déterminantes de plantes phanérogames ont été recensées ainsi qu'une espèce (non déterminante) d'oiseaux et quarante-cinq autres espèces végétales. Pour Lougratte, sur environ 23 hectares, cette ZNIEFF se situe dans le nord-est, au nord et à l'est du lieu-dit Lamonde.

## Urbanisme

### Typologie
Au 1er janvier 2024, Lougratte est catégorisée commune rurale à habitat très dispersé, selon la nouvelle grille communale de densité à sept niveaux définie par l'Insee en 2022.
Elle est située hors unité urbaine et hors attraction des villes,.

### Occupation des sols

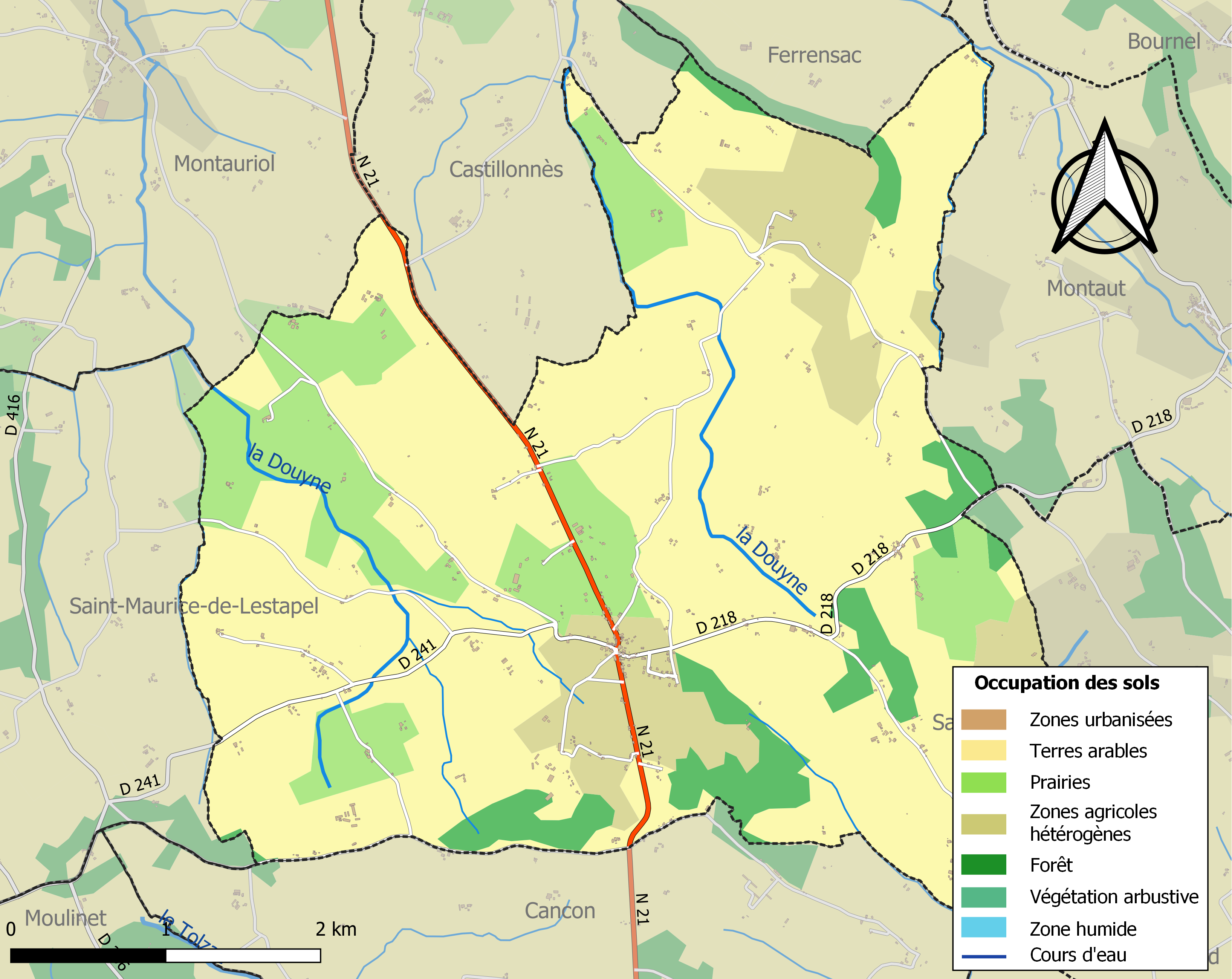
Carte des infrastructures et de l'occupation des sols de la commune en 2018 (CLC).

L'occupation des sols de la commune, telle qu'elle ressort de la base de données européenne d’occupation biophysique des sols Corine Land Cover (CLC), est marquée par l'importance des territoires agricoles (93,6 % en 2018), une proportion sensiblement équivalente à celle de 1990 (93,7 %). La répartition détaillée en 2018 est la suivante : 
terres arables (66,3 %), prairies (15 %), zones agricoles hétérogènes (12,2 %), forêts (6,4 %). L'évolution de l’occupation des sols de la commune et de ses infrastructures peut être observée sur les différentes représentations cartographiques du territoire : la carte de Cassini (XVIIIe siècle), la carte d'état-major (1820-1866) et les cartes ou photos aériennes de l'IGN pour la période actuelle (1950 à aujourd'hui).

### Risques majeurs
Le territoire de la commune de Lougratte est vulnérable à différents aléas naturels : météorologiques (tempête, orage, neige, grand froid, canicule ou sécheresse), inondations, mouvements de terrains et séisme (sismicité très faible). Il est également exposé à un risque technologique,  le transport de matières dangereuses. Un site publié par le BRGM permet d'évaluer simplement et rapidement les risques d'un bien localisé soit par son adresse soit par le numéro de sa parcelle.

#### Risques naturels

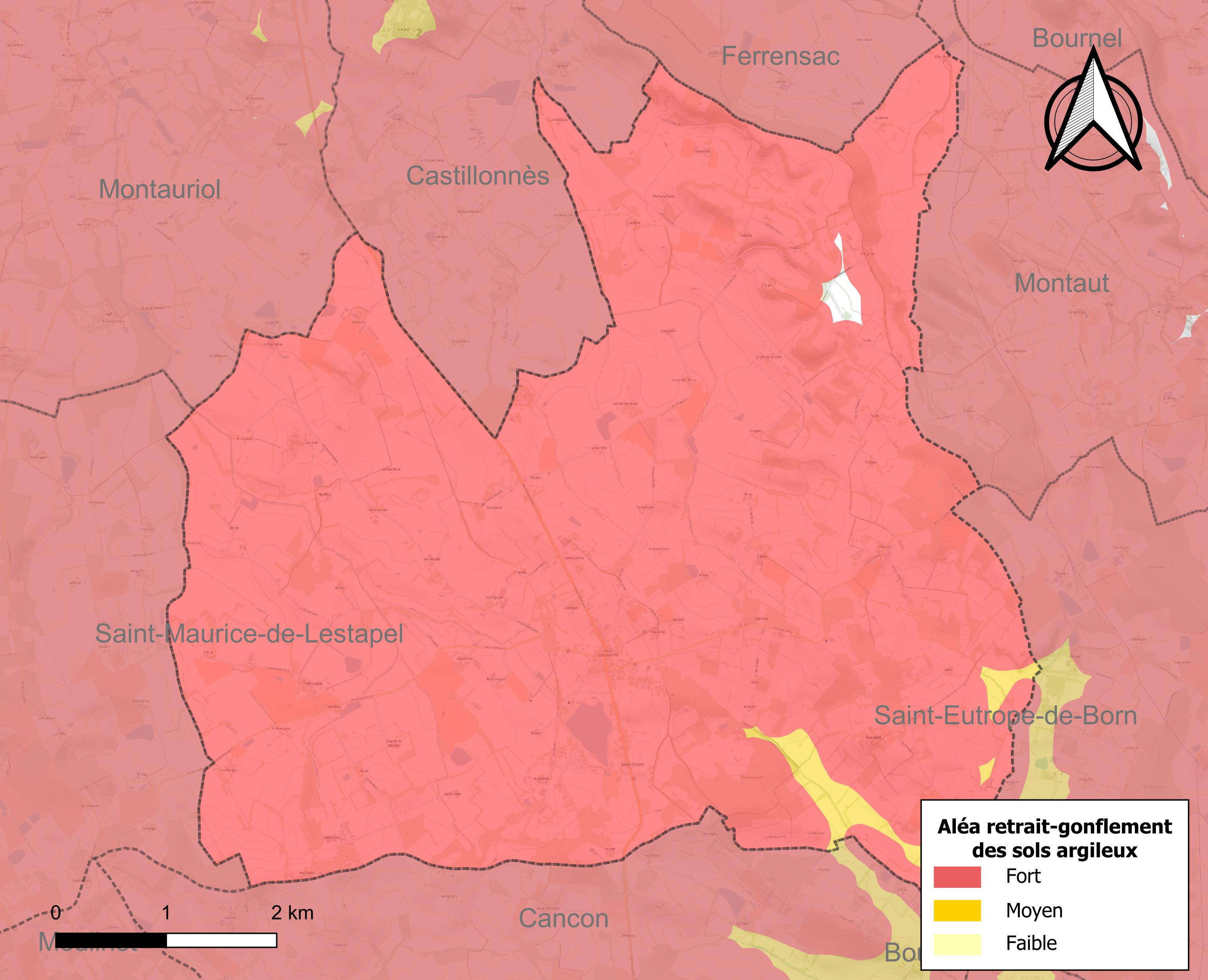
Carte des zones d'aléa retrait-gonflement des sols argileux de Lougratte.

Certaines parties du territoire communal sont susceptibles d’être affectées par le risque d’inondation par une crue à  débordement lent de cours d'eau, notamment le Cluzelou, la Douyne de Tourette et la Douyne. La commune a été reconnue en état de catastrophe naturelle au titre des dommages causés par les inondations et coulées de boue survenues en 1982, 1993, 1999, 2006 et 2009,.
Les mouvements de terrains susceptibles de se produire sur la commune sont des tassements différentiels.
Le retrait-gonflement des sols argileux est susceptible d'engendrer des dommages importants aux bâtiments en cas d’alternance de périodes de sécheresse et de pluie. 99,7 % de la superficie communale est en aléa moyen ou fort (91,8 % au niveau départemental et 48,5 % au niveau national). Depuis le 1er octobre 2020, en application de la loi ELAN, différentes contraintes s'imposent aux vendeurs, maîtres d'ouvrages ou constructeurs de biens situés dans une zone classée en aléa moyen ou fort,.
Concernant les mouvements de terrains, la commune a été reconnue en état de catastrophe naturelle au titre des dommages causés par la sécheresse en 1998, 2002, 2003, 2011 et 2017 et par des mouvements de terrain en 1999.

## Histoire

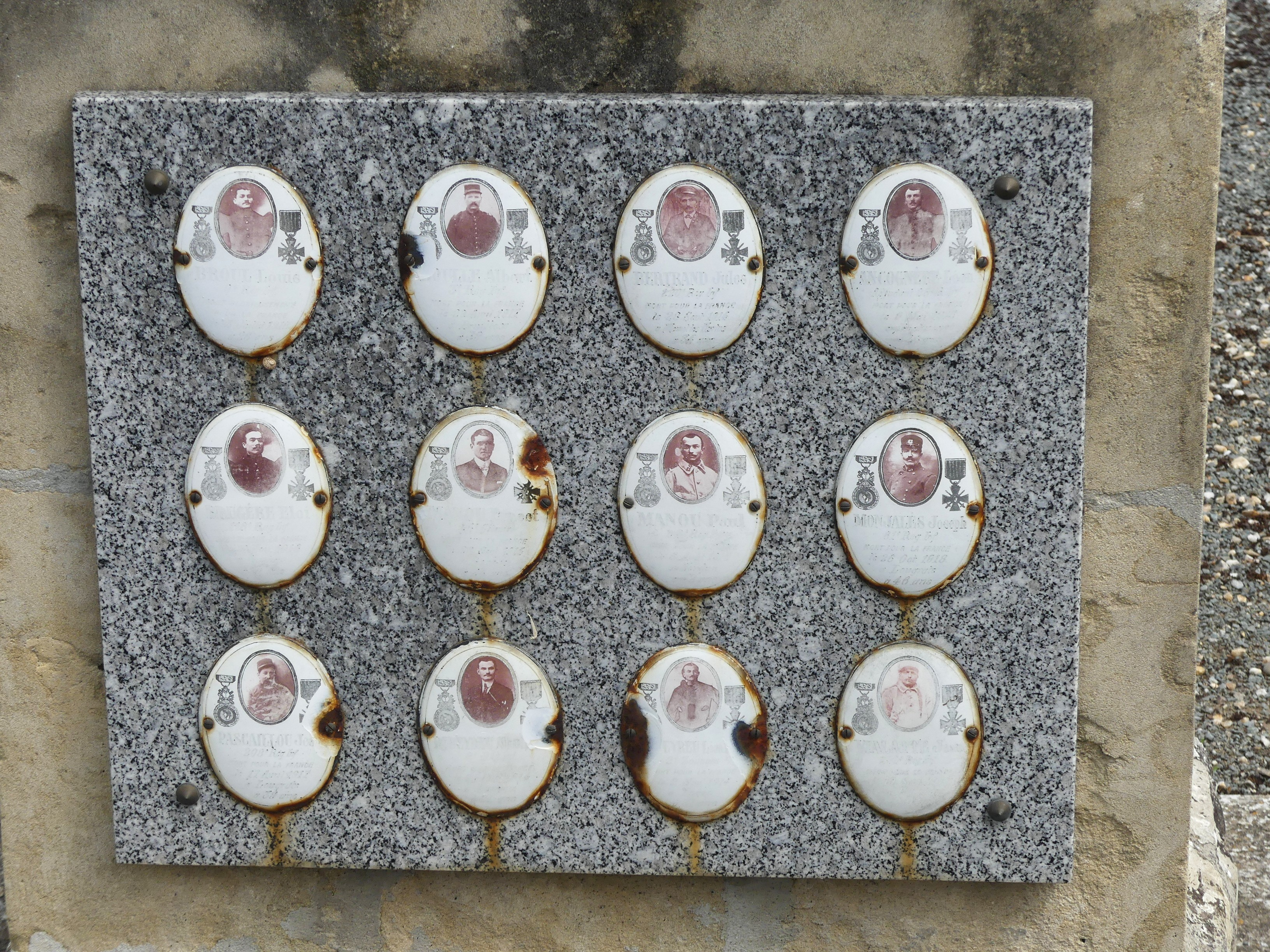
Dans le cimetière principal, plaque à la mémoire des soldats morts pour la France lors de la Première Guerre mondiale.

Voir Celles-et-Roquadet-Paroixe. Lougratte a absorbé l'ancienne commune de Valette (ou Vallete).

## Politique et administration

### Liste des maires
| Période                                  | Période  | Identité         | Étiquette | Qualité  |
| ---------------------------------------- | -------- | ---------------- | --------- | -------- |
| Les données manquantes sont à compléter. |          |                  |           |          |
|                                          |          |                  |           |          |
| 1973                                     | 2014     | Jean Delard      |           | Retraité |
| 2014 (réélue en 2020)                    | En cours | Isabelle Labonne |           |          |

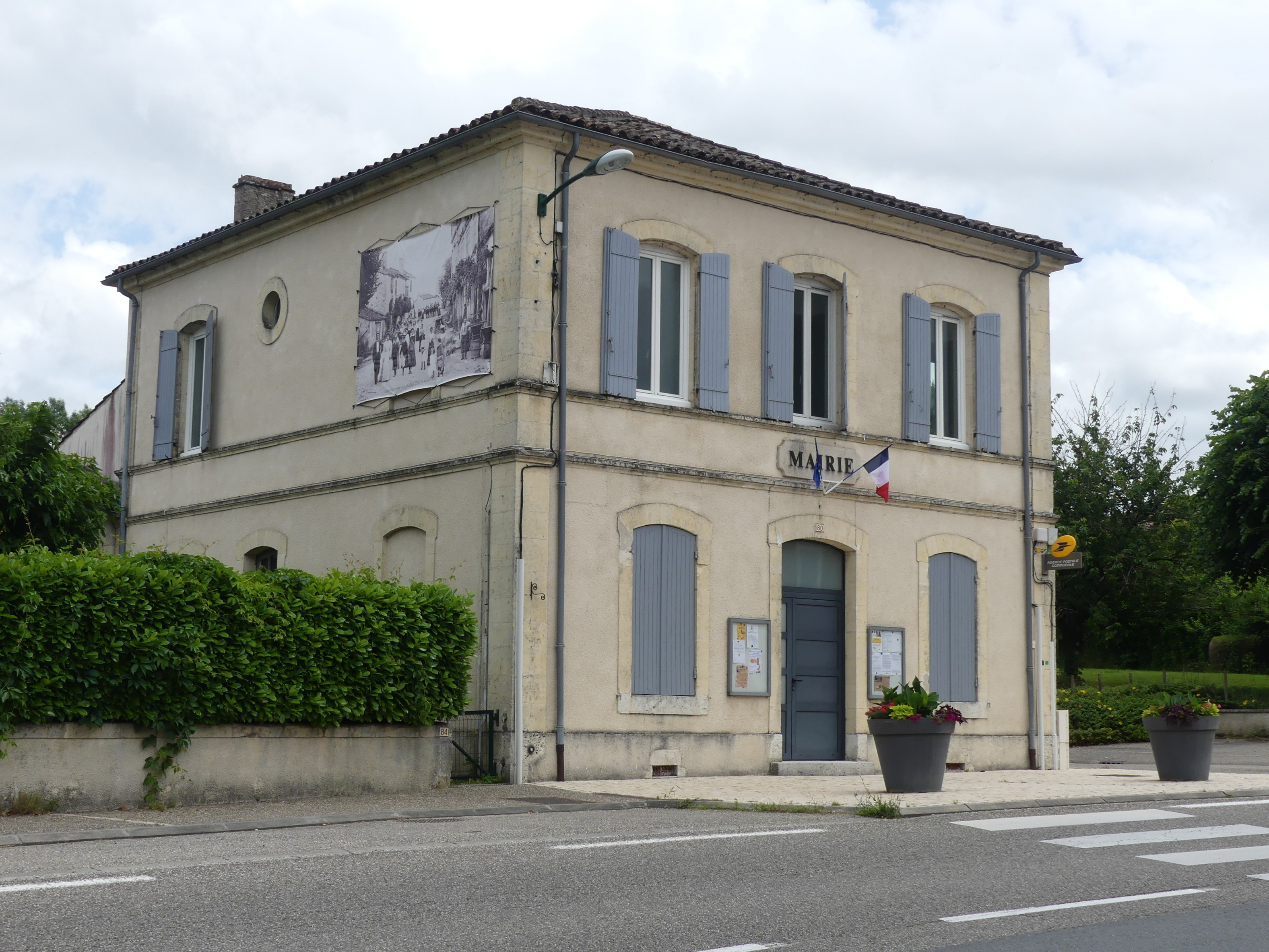
La mairie en 2025.

Le 16 août 2012, le maire Jean Delard est agressé par des jeunes gens ivres.

## Équipements et services publics

### Postes et télécommunications

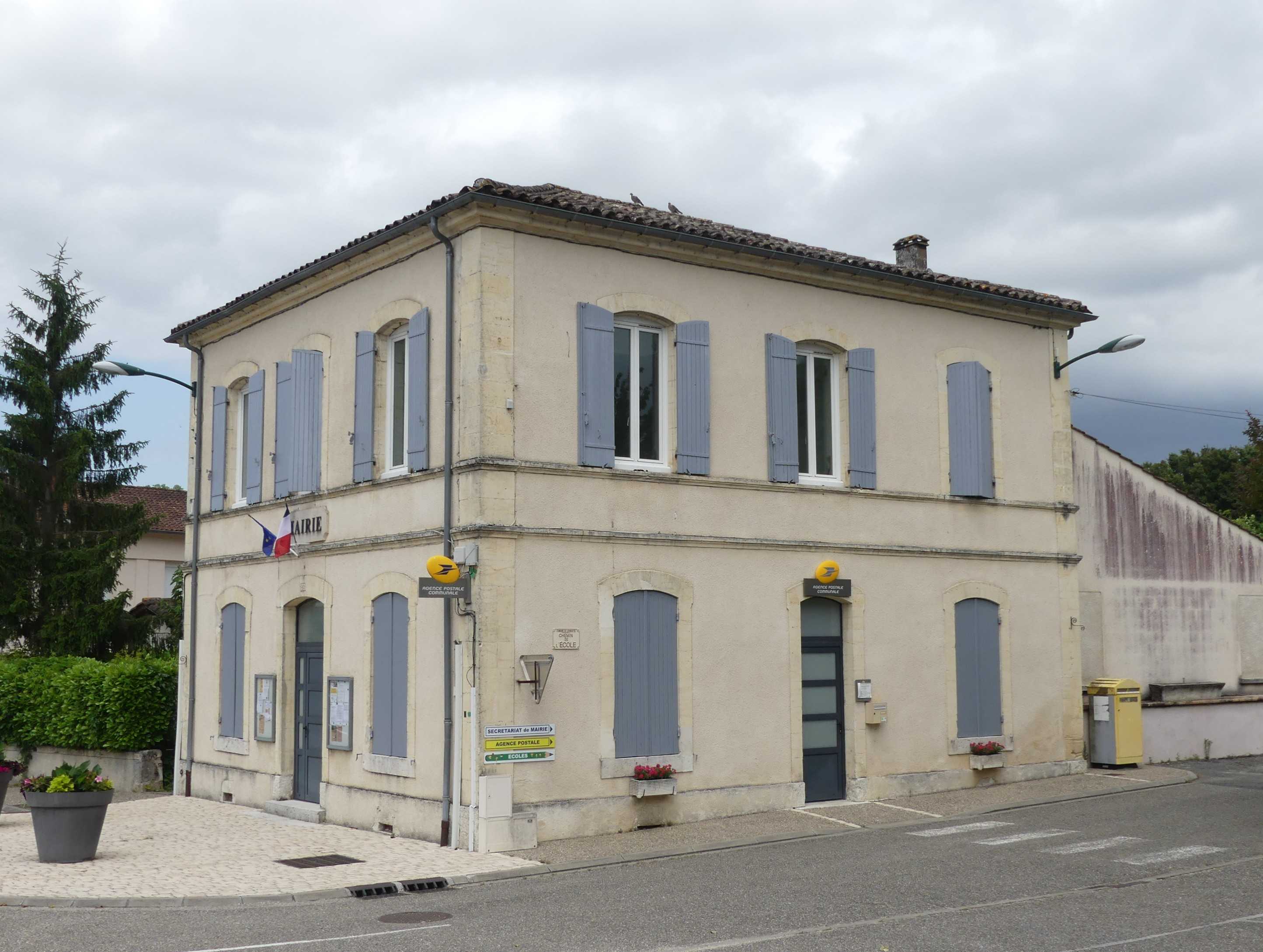
L'agence postale en 2025, dans le même bâtiment que la mairie.

Lougratte dispose d'une agence postale communale, située dans le même bâtiment que la mairie.

## Population et société

### Démographie
L'évolution du nombre d'habitants est connue à travers les recensements de la population effectués dans la commune depuis 1793. Pour les communes de moins de 10 000 habitants, une enquête de recensement portant sur toute la population est réalisée tous les cinq ans, les populations de référence des années intermédiaires étant quant à elles estimées par interpolation ou extrapolation. Pour la commune, le premier recensement exhaustif entrant dans le cadre du nouveau dispositif a été réalisé en 2006.

En 2022, la commune comptait 422 habitants, en évolution de +4,46 % par rapport à 2016 (Lot-et-Garonne : −0,18 %, France hors Mayotte : +2,11 %).
| 1793 | 1800 | 1806 | 1821 | 1831 | 1836 | 1841  | 1846  | 1851  |
| ---- | ---- | ---- | ---- | ---- | ---- | ----- | ----- | ----- |
| 882  | 631  | 670  | 739  | 853  | 840  | 1 021 | 1 071 | 1 043 |

| 1856  | 1861 | 1866 | 1872 | 1876 | 1881 | 1886 | 1891 | 1896 |
| ----- | ---- | ---- | ---- | ---- | ---- | ---- | ---- | ---- |
| 1 000 | 943  | 910  | 904  | 884  | 828  | 806  | 807  | 733  |

| 1901 | 1906 | 1911 | 1921 | 1926 | 1931 | 1936 | 1946 | 1954 |
| ---- | ---- | ---- | ---- | ---- | ---- | ---- | ---- | ---- |
| 673  | 641  | 672  | 556  | 630  | 627  | 594  | 543  | 516  |

| 1962 | 1968 | 1975 | 1982 | 1990 | 1999 | 2006 | 2011 | 2016 |
| ---- | ---- | ---- | ---- | ---- | ---- | ---- | ---- | ---- |
| 478  | 479  | 422  | 394  | 404  | 393  | 439  | 446  | 404  |

| 2021 | 2022 | - | - | - | - | - | - | - |
| ---- | ---- | - | - | - | - | - | - | - |
| 418  | 422  | - | - | - | - | - | - | - |

## Culture locale et patrimoine

### Lieux et monuments
- Église Saint-Étienne de Lougratte, avec clocher-peigne.
- Église Notre-Dame de Tourette, église à clocher-mur.
- Église Sainte-Marie de Valette, autre église à clocher-mur.
- Le château de la Tuque.
- Lac de Lougratte, sur près de sept hectares.
- Sentier de grande randonnée GR 636.
- Sentier de grande randonnée GR 654 Est.

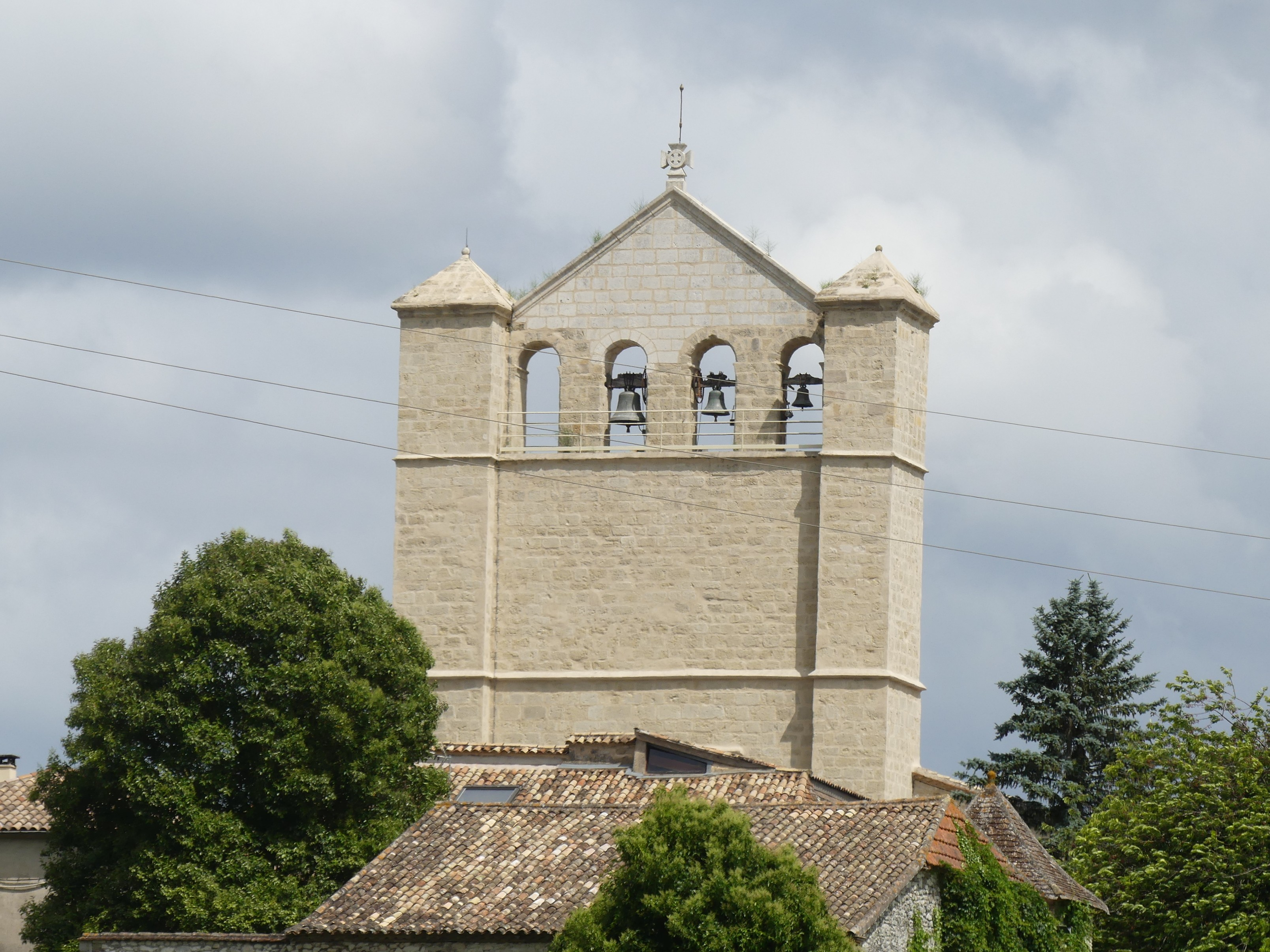
Le clocher-peigne de l'église Saint-Étienne.
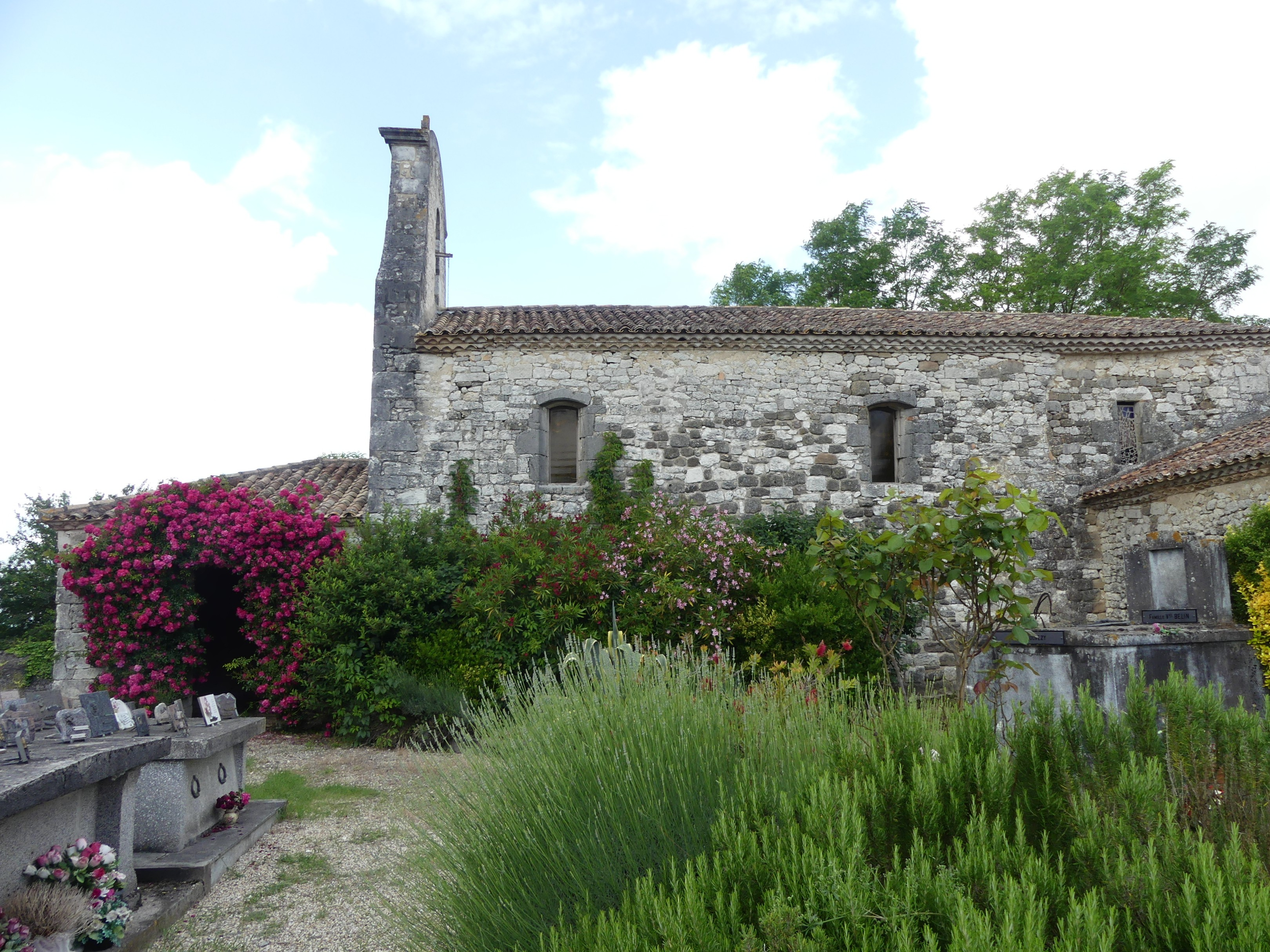
L'église Notre-Dame de Tourette.
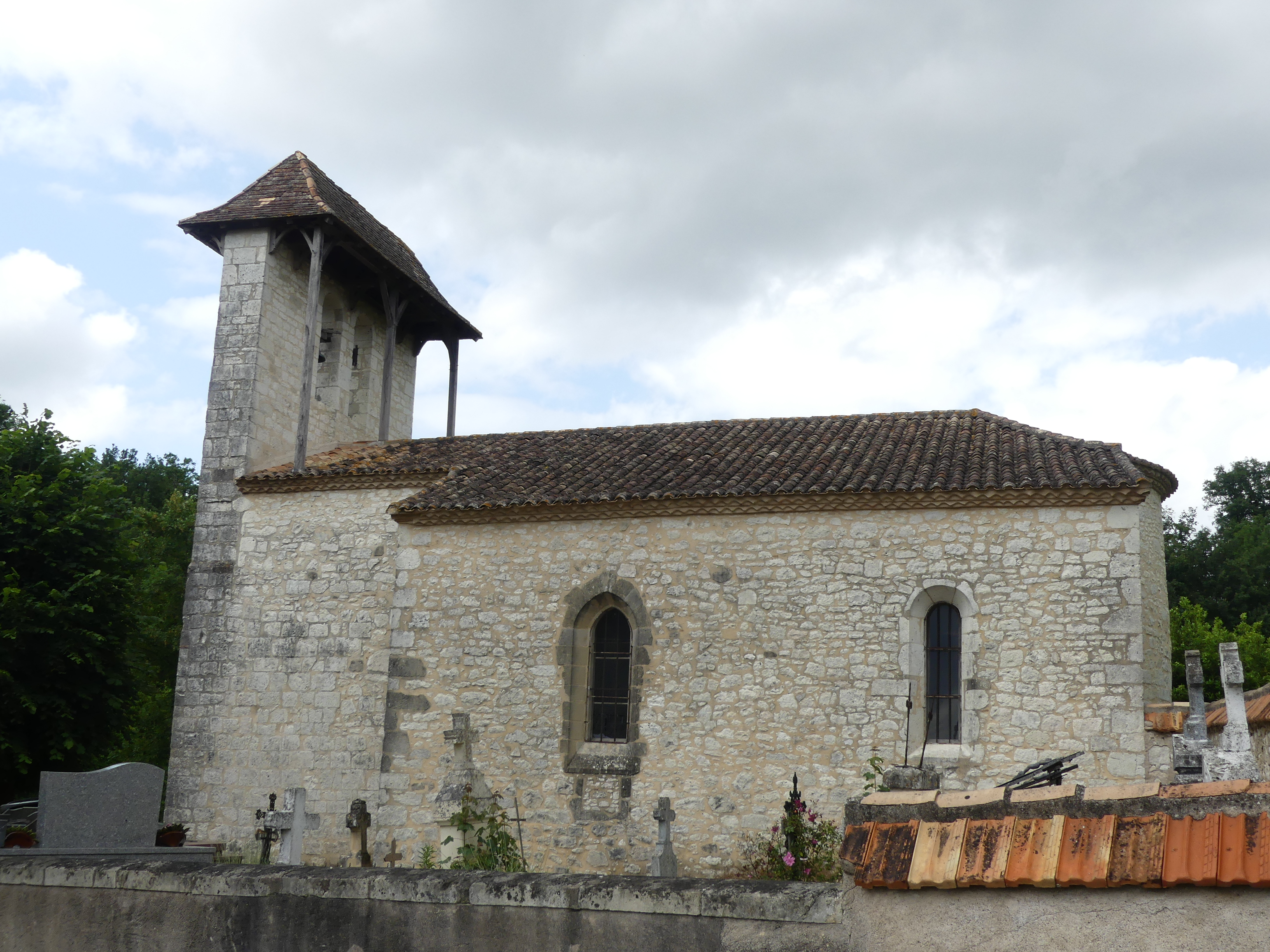
L'église Sainte-Marie de Valette.
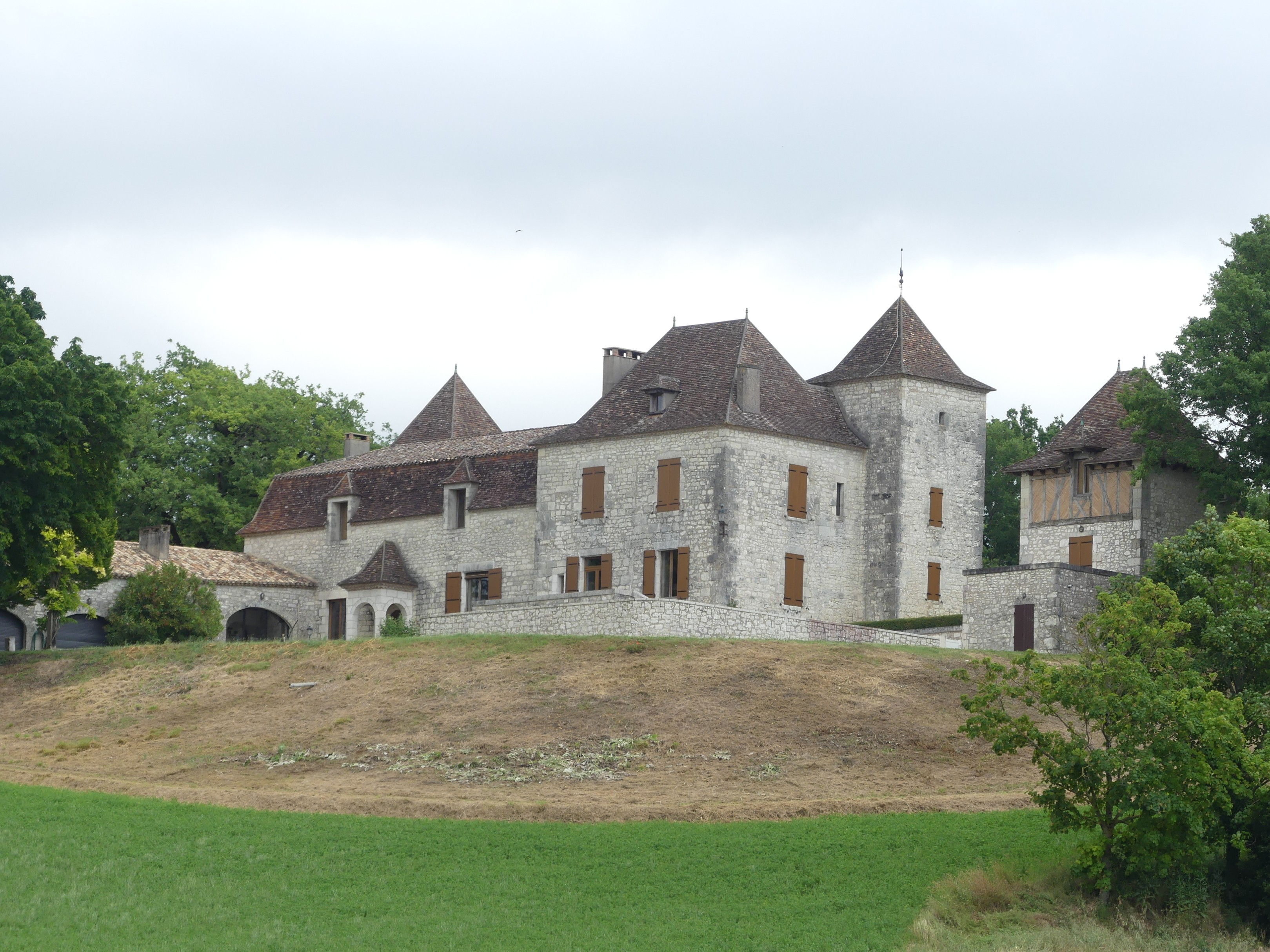
Le château de la Tuque.
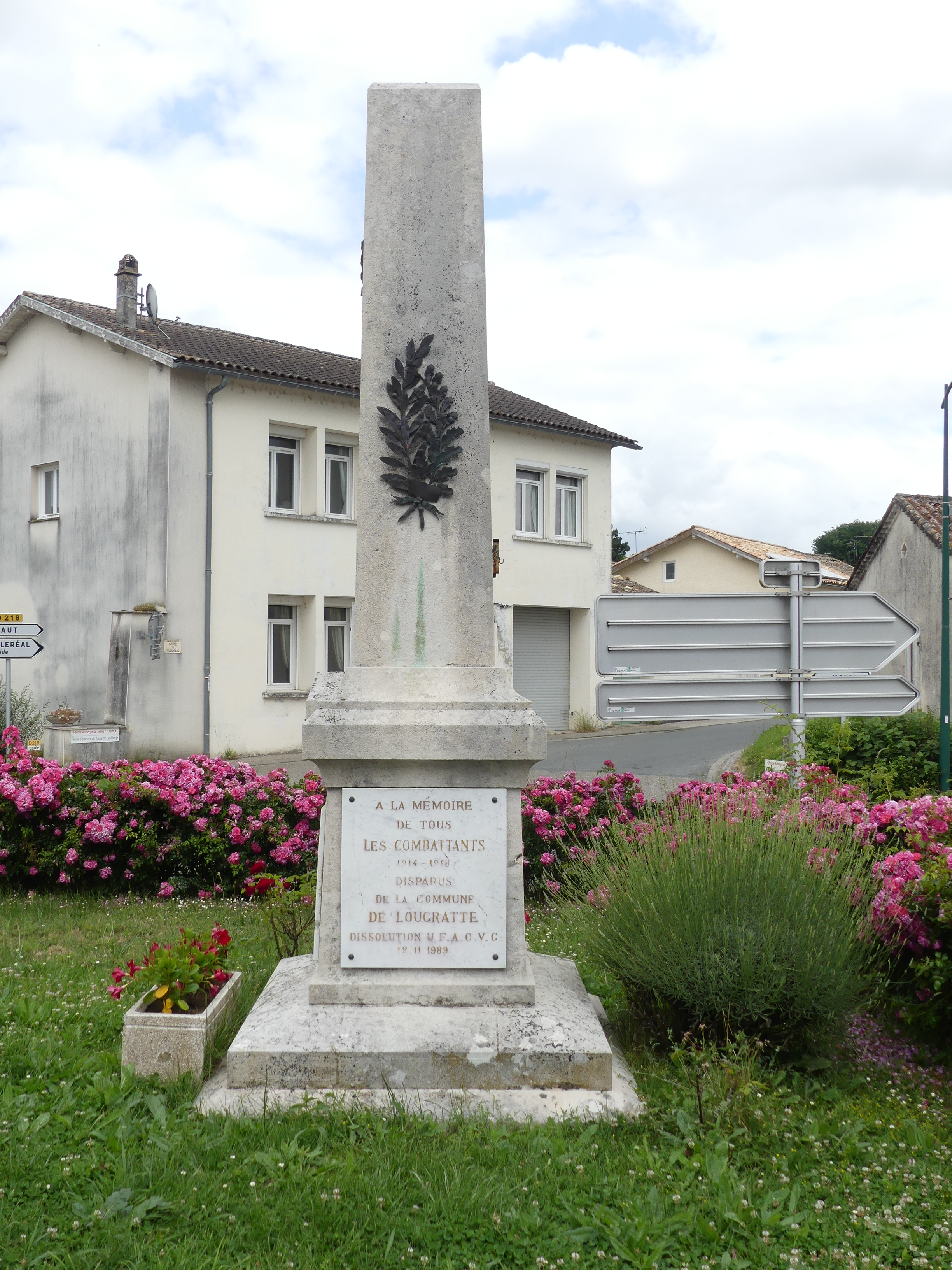
Le monument aux morts.
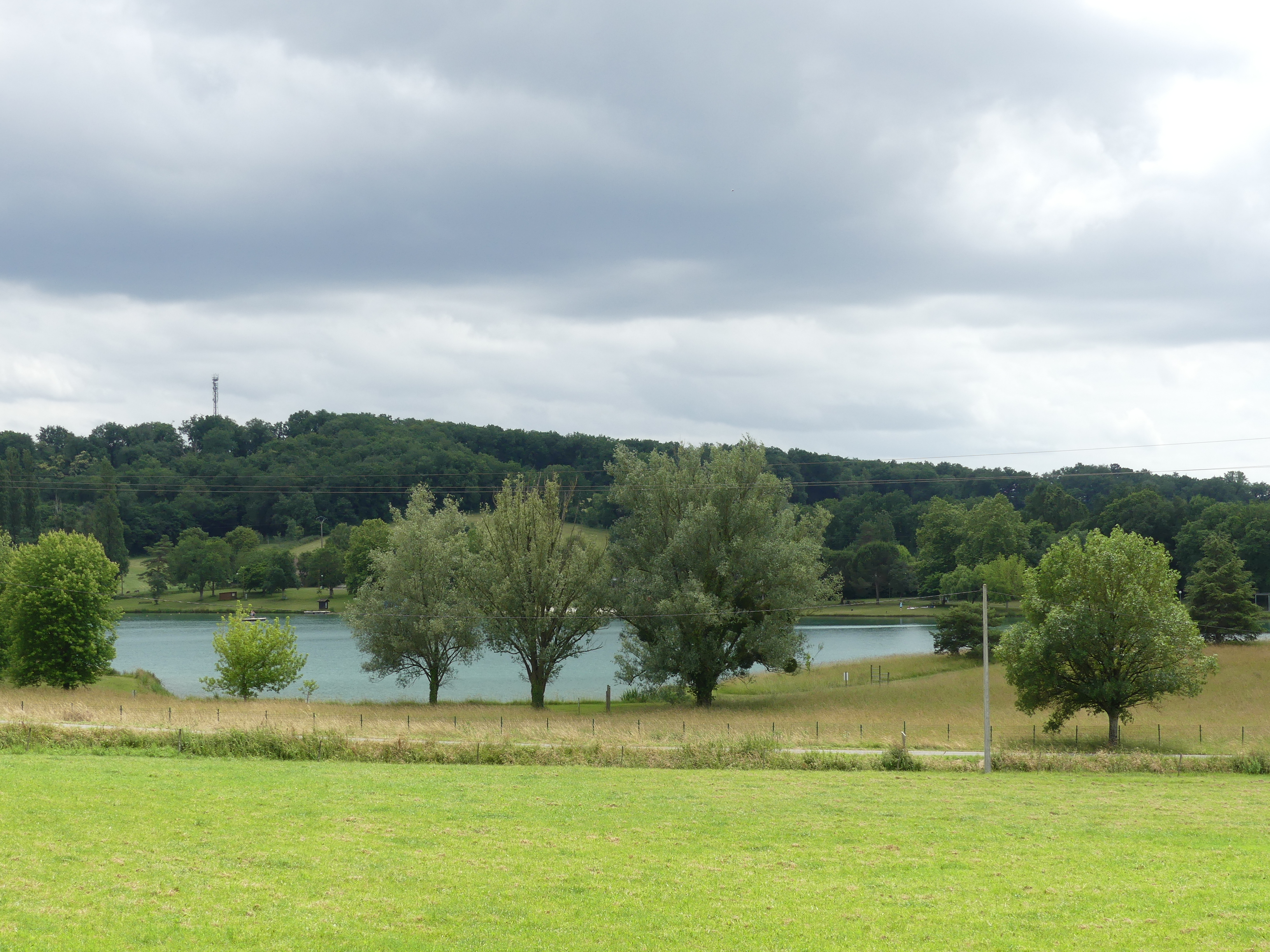
Le lac.

### Personnalités liées à la commune
- Maurice Pon (1921-2019), parolier, repose au cimetière de Lougratte[29].